# چاپارخانه همت‌آباد
چاپارخانه همت‌آباد مربوط به دوره زند است و در شهرستان اشکذر، بخش مرکزی، دهستان رستاق، روستای همت‌آباد واقع شده و این اثر در تاریخ ۷ اسفند ۱۳۸۶ با شمارهٔ ثبت ۲۱۶۹۳ به‌عنوان یکی از آثار ملی ایران به ثبت رسیده است.